# Tityus (mythologie)

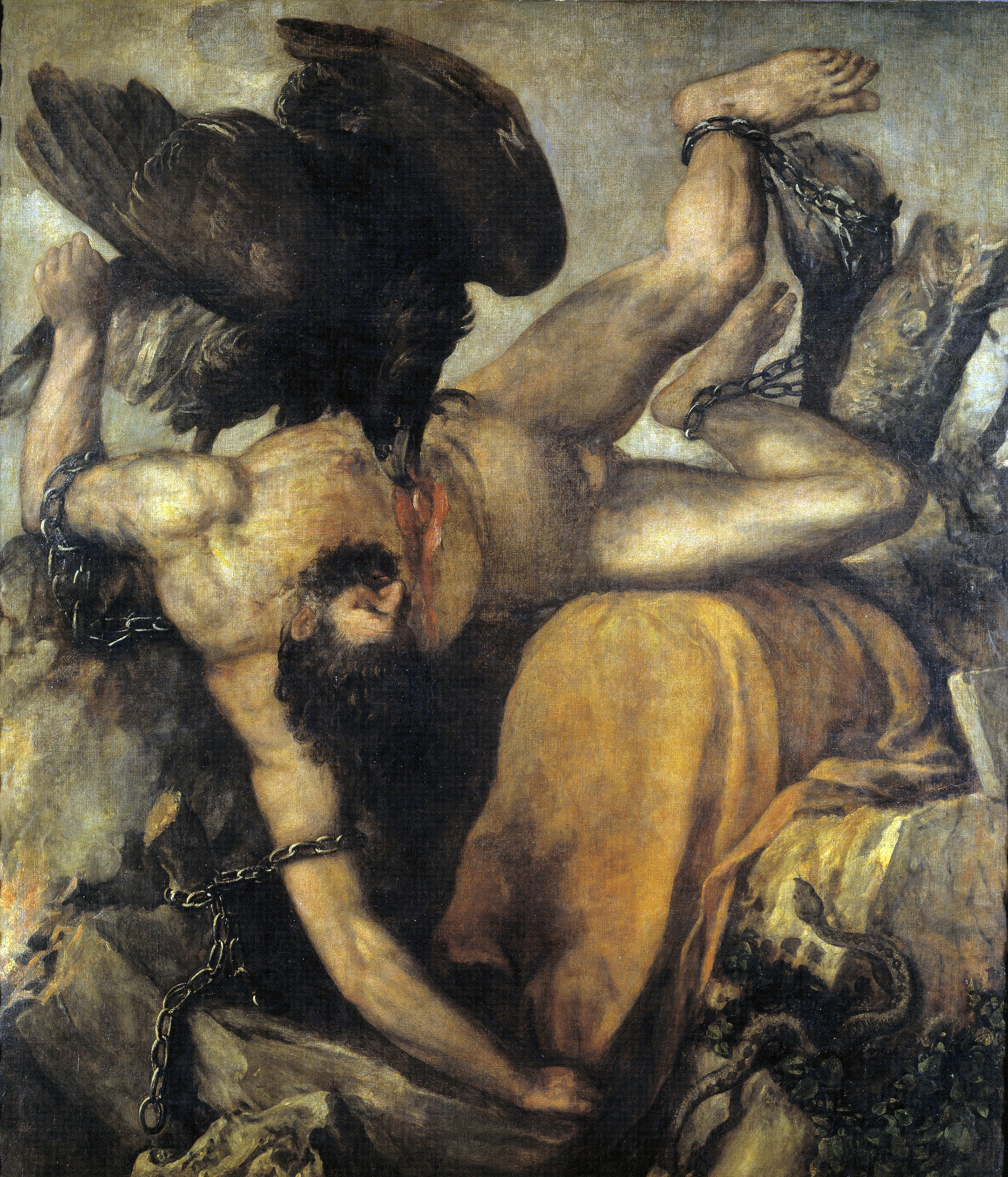
De straf van Tityus door Titiaan, 1548-1549 (Museo del Prado).

Tityus, Grieks: Tityos (Τιτυός) was in de Griekse mythologie een reus uit Euboea. Hij was volgens sommigen de zoon van Gaia, godin van de aarde, volgens anderen van Elara (dochter van Orchomenus) en Zeus. Als verklaring voor het dubbele moederschap wordt wel verteld dat Zeus Elara voor zijn vrouw Hera verborgen hield door haar diep onder de aarde te verstoppen. Daar zou Elara Tityus hebben voortgebracht, die door Gaia (Moeder aarde) werd grootgebracht. Hij was de vader van Europa die bij Poseidon moeder was van de Argonaut Euphemus (niet te verwarren met de Europa die door Zeus in de gedaante van een stier werd ontvoerd).
Tityus werd, nadat hij zich vergrepen had aan Leto, door haar kinderen Artemis en Apollo gedood. In de onderwereld werd hij gestraft met een eeuwig durende straf. Hij werd vastgebonden aan de grond. Volgens de beschrijving van Homerus besloeg hij een lengte van 'negen voren' (Odyssee 11, 576-581). Twee gieren pikten aan zijn steeds weer aangroeiende lever, een straf die sterk doet denken aan die van Prometheus.